# Österreichische Basketball Bundesliga A 2002/03
Die Österreichische Basketball Bundesliga A Saison 2002/03 ist die 57. Spielzeit der Österreichische Basketball Bundesliga.

## Saisonnotizen
- Meister der Saison 2002/03 wurden zum dritten Mal in Folge die Kapfenberg Bulls.
- Cupsieger der Saison 2002/03 wurde Basket Swans Gmunden im Finale gegen UBM Arkadia Traiskirchen Lions.
- Der Absteiger der A-Liga wurde erst mit dem letzten Wurf von den Oberwart Gunners im Spiel gegen die Arkadia Traiskirchen Lions entschieden, der verworfen wurde, und damit den Sieg, und Klassenerhalt für Traiskirchen bedeutete.

## Tabelle
Endtabelle
| \| # \| Team \| \| -- \| ---------------------- \| \| 1 \| Kapfenberg Bulls \| \| 2 \| Basketswans Gmunden \| \| 3 \| Wörthersee Piraten \| \| 4 \| BK Klosterneuburg \| \| 5 \| Mattersburg 49ers \| \| 6 \| Fürstenfeld Panthers \| \| 7 \| WBC Wels \| \| 8 \| Oberwaltersdorf Comets \| \| 9 \| Oberwart Gunners \| \| 10 \| Arkadia Traiskirchen \| \| 11 \| UKJ St. Pölten \| \| 12 \| UBSC Graz \| |                        |
| # | Team                   |
| 1 | Kapfenberg Bulls       |
| 2 | Basketswans Gmunden    |
| 3 | Wörthersee Piraten     |
| 4 | BK Klosterneuburg      |
| 5 | Mattersburg 49ers      |
| 6 | Fürstenfeld Panthers   |
| 7 | WBC Wels               |
| 8 | Oberwaltersdorf Comets |
| 9 | Oberwart Gunners       |
| 10 | Arkadia Traiskirchen   |
| 11 | UKJ St. Pölten         |
| 12 | UBSC Graz              |